# Vigneronne
Vigneronne is een Belgisch bier van spontane gisting.
Het bier wordt onder deze naam sinds 1987 gebrouwen in Brouwerij Cantillon te Anderlecht. De brouwer produceerde al bier met druiven vanaf 1973.

Het is een goudblond fruitbier op basis van lambiek met een alcoholpercentage van 6%. Elk jaar begin oktober wordt een ton Italiaanse druiven geleverd aan de brouwerij. De fruitige witte muscatdruiven worden gelagerd op lambiek van twee jaar oud. Sinds 1999 wordt de lambiek enkel met ingrediënten van biologische teelt gebrouwen.